# L'Ennemi intime (film)
Pour les articles homonymes, voir L'Ennemi intime.
Pour plus de détails, voir Fiche technique et Distribution.
L'Ennemi intime est un film franco-marocain réalisé par Florent-Emilio Siri, sorti en 2007.

## Synopsis
En Algérie dans les montagnes de Kabylie, en 1959, un lieutenant est tué à la suite d'une escarmouche entre deux patrouilles françaises épaulées par des harkis s'étant mutuellement prises pour des combattants indépendantistes de l'ALN.
Le lieutenant Terrien, officier venu du contingent, humaniste et volontaire, le remplace comme chef de section. Lors d'une première descente au village de Teida, il refuse la torture d'un prisonnier, l'arrestation d'un enfant et la méthode brutale d'interrogatoire des harkis et des soldats français de la section, emmenés par le sergent Dougnac, adjoint du lieutenant. Lors de la deuxième visite au village, la patrouille découvre que tous les habitants ont été massacrés. Le FLN les a exécutés, les soupçonnant d’avoir communiqué des renseignements aux forces françaises.
Seul un enfant réfugié dans un puits a eu la vie sauve. Terrien descend dans le puits, remonte avec l'enfant, qu'il enrôle comme supplétif. En patrouille dans une zone interdite, il refuse de tirer sur des femmes transportant des jarres d'eau ; le sergent Dougnac qui l'accompagne ouvre le feu. Le sergent, plus expérimenté, lui montre que les jarres contenaient des armes et que sous les habits des femmes se trouvaient en réalité des hommes armés du FLN.
Puis la section tombe dans une embuscade. Un soldat français est tué et le soldat Lefranc est blessé. Dougnac demande donc une évacuation au capitaine Berthaut. Celui-ci arrive en jeep, charge le cadavre et le blessé puis repart. À peine parti, le convoi est pris dans une nouvelle embuscade, sous les yeux de Terrien et de ses hommes qui sont trop loin pour lui venir en aide. À leur arrivée sur place, ils découvrent que les cadavres de Berthaut, Lefranc et du soldat français tué dans la précédente embuscade ont été mutilés par les fellaghas.
La mort du capitaine, ancien résistant, ainsi que les atroces mutilations pratiquées par les combattants algériens du FLN font l'effet d'un basculement sur Terrien.
Le commandant Vesoul arrive sur les lieux en hélicoptère ; il saisit l'occasion de ce drame pour donner une leçon aux soldats français, lieutenant inclus.
Au fil des opérations militaires, Terrien mesure toute la difficulté de la guerre. Durant les semaines passées sur place, le jeune officier, désormais témoin et acteur de la guerre, change lentement jusqu'à prendre part aux exactions auxquelles, au départ, il s'opposait avec force. Il n'accepte pas cette transformation.
La mort viendra le libérer de ses tourments, donnée par le jeune garçon qu'il a sauvé, et dont le frère a été tué dans un bombardement de l'armée française.

## Thématiques
Le film aborde de nombreux aspects de la guerre d'Algérie, notamment l'emploi de la torture et l'utilisation du napalm par l'armée française contre les combattants algériens, les exactions commises envers les civils pris entre les deux camps (que celles-ci proviennent de l'armée française ou du Front de libération nationale, le FLN) au nom de l'exemple ou par mesure de répression, le rôle et le sort dramatique des harkis, parfois vétérans algériens de la Seconde Guerre mondiale, décriés par leurs compatriotes indépendantistes, les exécutions sommaires de fellaghas maquillées en tentatives d'évasion et la désertion.
Le film traite de l'emprise du doute chez les militaires français, dont certains ne peuvent s'empêcher de penser qu'ils se comportent comme l'occupant allemand qu'ils ont précédemment combattu. Toutefois, aucun massacre généralisé d'un village algérien n'est historiquement imputé à l'armée française. L'expérience et la nostalgie de l'Indochine, récemment abandonnée, où certains cadres ont été formés est évoquée.
Au-delà d'un tableau strictement partisan, ou purement historique, le film montre comment s'installe la mécanique de la guerre chez les combattants, et les difficultés pour y échapper individuellement. Le rôle de la conscience dans les actes du soldat est posé de manière lucide.
L'impossibilité de la guerre "morale" est montrée.

## Fiche technique
- Titre : L'Ennemi Intime
- Réalisation : Florent-Emilio Siri
- Scénario : Patrick Rotman
- Musique : Alexandre Desplat
- Décors : William Abello
- Costumes : Mimi Lempicka
- Traduction : Karim Danoun
- Photographie : Giovanni Fiore Coltellacci
- Ratio : 2.39:1
- Son : Dolby Digital  -  DTS
- Montage : Christophe Danilo, Olivier Gajan
- Pays d'origine :  France /  Maroc
- Production : François Kraus et Denis Pineau-Valencienne
- Société de distribution : SND
- Budget : 10 millions €
- Langue : français, kabyle, arabe algérien

## Distribution
- Benoît Magimel : le lieutenant Terrien
- Albert Dupontel : le sergent Dougnac
- Aurélien Recoing : le commandant Vesoul
- Marc Barbé : le capitaine Berthaut, officier de renseignement
- Éric Savin : le sergent tortionnaire
- Guillaume Gouix : le caporal-chef Delmas
- Mohamed Fellag : Idir Danoun, prisonnier fellagha, ancien combattant à Monte Cassino
- Vincent Rottiers : le soldat Lefranc
- Lounès Taizart : le soldat Saïd
- Abdelhafid Metalsi : le soldat Rachid
- Adrien Saint-Joré : le soldat Lacroix
- Ange Ruzé : le soldat Théron
- Salem Aït-Ali-Blekacem : le soldat Oumradam
- Antoine Laurent : le soldat Maheu
- Anthony Decady : le soldat Rougier
- Xavier Rothman : le soldat Blois
- Thimothée Manesse : le soldat Zunino
- Mohamed Madj : Mezaien de Taïda
- Jérémy Arzencott : le soldat Toto
- Abdelkhalek Youness : prisonnier torturé
- Hassib Boukelhall : Hassib
- Malik Bouarrar : Mahoud
- Abdelhafid Danoun : Ali
- Gigi Terkemani : Zahra de Taida
- Amine Ennaji : fellagha bataille Rheki
- Déborah Benzaquen : femme de Terrien